# Niphargus pulevici
Niphargus pulevici is een vlokreeftensoort uit de familie van de Niphargidae. De wetenschappelijke naam van de soort is voor het eerst geldig gepubliceerd in 1967 door G. Karaman.